# Мирная революция в ГДР

Демонстрация 20 января 1990 года

Мирная революция в ГДР (нем. Wende und friedliche Revolution in der DDR — перемены и мирная революция в ГДР, в Германии называется просто Перемены (нем. Wende)) — процесс общественно-политических изменений в Германской Демократической Республике, отметившийся окончанием господства социалистической партии, переходом к парламентской демократии и сопровождающимся стремлением к объединению Германии.
Эти основополагающие изменения продвигались, в основном, простым населением ГДР, выходящим по свободной инициативе на протесты и демонстрации, которые были мирной революцией, которая снизила свою активность в период между выборами в мае 1989 года и первыми действительно свободными выборами в Народную палату в марте 1990 года.
Революция связана как с политикой отказа Михаила Горбачёва от советской гегемонии в Восточной Европе, так и с вдохновением движением реформ в Польше, Венгрии и Чехословакии. Вместе с гласностью и перестройкой внешнеполитическая открытость Советского Союза выявила недостатки социалистического планового хозяйствования; низкая конкурентоспособность экономики ГДР, успехи глобализации и увеличение государственного долга дестабилизировали диктатуру социалистической партии и политическую обстановку в стране.
Летом 1989 года усилился массовый отъезд людей из ГДР в другие страны Восточного блока, в основном в Венгрию и Чехословакию, а также на Запад, увеличивалось протестное движение в ГДР. Внутриобщественные движения, состоящие из интеллектуалов, эмигрантов и священнослужителей, укрепили процессы реформ, инициативные граждане собрались вместе на протесты, что явилось признаком возросшего количества недовольных режимом, а также увеличилось количество мирно настроенных граждан, что грозило конфронтацией с прогосударственными силами, а также уже не мягкими репрессиями.
Из-за проводимых в «братских социалистических странах» реформ, руководство ГДР всё больше изолировало страну, очевидно делегитимировало и ослабляло диктатуру социалистической партии, и она наконец отказалась от государственного насилия, что всё больше увеличивало количество демонстрантов и привело к разрушению берлинской стены 9 ноября 1989 года. Это событие стало поворотным моментом не только восточногерманской революции, но и всей мировой истории: падение стены символизировало крах неэффективного тоталитарного социализма и его капитуляцию перед западными рынком и демократией. Перемены в государственном и партийном управлении привели к готовности государства провести диалог с оппозиционными силами со стороны верхушки соцпартии, которая тщетно пыталась вернуть себе политическую инициативу, из-за установления политической нестабильности и угрозы раскола финансов партии, всё больше и больше власть в стране стала переходить к федеральному правительству во главе с Гельмутом Колем.
Правительство во главе с премьер-министром Хансом Модровом с начала декабря 1989 года контролировало проведение круглого стола, совместные действия с демонстрантами привели к роспуску верхушки Штази и к прекращению репрессий с его стороны, что привело к приготовлениям по формированию свободного сильного народного представительства. Уверенная победа на выборах Альянса за Германию и внутриполитические уступки соединили два немецких государства.

## Хроника событий в 1989 году
По газете «Сегодня» от 9 ноября 1999 г., номер которой был посвящён 10-летию мирной революции в ГДР:
- 19 августа — после демонтажа пограничных заграждений на рубежах Венгрии с Австрией первые 668 граждан ГДР, отдыхавших в Венгрии, без особых проблем пересекли границу и оказались в Австрии.
- 31 августа — министр иностранных дел ВНР Дьюла Хорн на встрече с министром иностранных дел ГДР Оскаром Фишером заявил, что Венгрия не собирается далее препятствовать гражданам ГДР, оказавшимся на её территории, в их попытках перебраться на Запад (к 25 сентября число немцев, воспользовавшихся «венгерским коридором», перевалило за 20 тысяч).
- 10 сентября — группа диссидентов и активистов учреждает Новый форум.
- 7 октября — на празднование 40-летия со дня основания ГДР прибывает М. Горбачёв. На факельном шествии молодёжи демонстранты, в частности, несут плакаты «Горбачёв, помоги нам!».
- 9 октября — посол СССР в ГДР В. И. Кочемасов отправляет в Москву депешу, в которой, в частности, говорится: «Положение продолжает ухудшаться. Наши друзья очень обеспокоены». В Лейпциге число демонстрантов достигает 70 тысяч.
- 12 октября — члены руководства правящей СЕПГ Эгон Кренц (секретарь ЦК и член Политбюро), Ханс Модров (первый секретарь Дрезденского окружного комитета СЕПГ) и Гюнтер Шабовски (первый секретарь Берлинского окружного комитета СЕПГ) проводят секретные консультации, разрабатывая план отстранения Эриха Хонеккера от власти. Они заручаются поддержкой министра госбезопасности Эриха Мильке.
- 18 октября — политбюро ЦК освобождает Эриха Хонеккера от постов генсека СЕПГ и Председателя Госсовета ГДР. Его преемником становится Э. Кренц.
- 23 октября — в Лейпциге на демонстрации с требованием свободы выезда и прекращения монополии СЕПГ на власть участвует 300 тысяч человек. Страна выходит из-под контроля. Э. Кренц встречается с командующим Группой советских войск в Германии Б. В. Снетковым, который заверил его, что окажет, если потребуется, «любую помощь».
- 26 октября — канцлер ФРГ Гельмут Коль впервые по телефону беседует с Э. Кренцем, который просит для обеспечения введения свободы выезда кредит в размере 20 млрд марок. Г. Коль обещает подумать.
- 1 ноября — переговоры в Москве между Э. Кренцем и М. Горбачёвым. Последний даёт понять, что ни военной, ни финансовой поддержки больше не будет.
- 3 ноября — правительство ГДР объявляет, что в декабре вступит в силу новый закон о выезде из страны, а желающим немедленно переселиться в ФРГ отныне разрешено это делать через ЧССР (в течение двух суток этим правом пользуются свыше 20 тысяч человек).
- 4 ноября — митинг на центральной восточноберлинской площади Александерплац собирает около миллиона участников. На митинге выступили, в частности, Г. Шабовски и бывший начальник Главного управления разведки МГБ ГДР Маркус Вольф (оба были освистаны как представители «старых сил»). В зал заседаний политбюро, где находится руководство партии и государства, идёт прямая телетрансляция.
- 9 ноября — на пресс-конференции в Берлине Г. Шабовски (ставший 6 ноября ещё и секретарём ЦК СЕПГ по вопросам информации) в прямой трансляции по телевидению ГДР в ответ на вопрос итальянского журналиста Рикардо Эрманна зачитал сообщение о новом свободном порядке выезда граждан ГДР за рубеж. На вопрос британского корреспондента о том, когда новые правила вступают в силу, он ответил «немедленно».
Услышав это заявление в прямом эфире, через несколько часов к пропускным пунктам через Берлинскую стену направились тысячи берлинцев и потребовали их открытия. В конце концов, начальник одного из пунктов, подполковник Егер, отдал приказ не препятствовать демонстрантам и пропустить их. В результате манифестанты тут же начали стихийный демонтаж небольших участков стены.
- 5 декабря — демонстранты в Дрездене занимают окружную штаб-квартиру Штази, начальник управления генерал Бём сдаёт оружие[1].
- 3 декабря 1989 года Эгон Кренц сложил пост Генерального секретаря ЦК СЕПГ, а уже 6 декабря он уходит в отставку с поста Председателя Государственного совета ГДР, пробыв всего полтора месяца во главе партии и страны[2]. К власти приходят реформаторы. В начале декабря 1989 года новым Председателем СЕПГ стал Григор Гизи, исполняющим обязанности Председателя Государственного совета — Манфред Герлах, председателем Совета министров — Ханс Модров.
- 15 января 1990 года толпы демонстрантов в Берлине взяли штурмом комплекс зданий Министерства госбезопасности ГДР (Штази).
- 18 марта 1990 года состоялись первые свободные выборы в ГДР. По итогам выборов коммунистический строй в ГДР был окончательно демонтирован и последние преграды для воссоединения Германии были сняты.